# Гаспар II де Колињи
Гаспар де Колињи (фр. Gaspard de Coligny; Шатијон Колињи, 16. фебруар 1519 — Париз, 24. август 1572), француски државник и адмирал.
Од 1543. ратовао је у Фландрији и Италији. Као адмирал Француске организовао је неколико експедиција на Флориду и у Бразил, које су осујетили Шпанци. Након узалудне одбране Сен Кентена у Фландрији 1557. пао је у шпанско заробљеништво, гдје се упознао с идејама калвинизма и постао њихов носилац и најжешћи бранитељ. Након смрти Анрија II истакнуо се као један од вођа протестантских покрета у Француској. Заједно са Кондеом ангажовао се у грађанском рату, а након Кондеове смрти играо је водећу улогу у Хугенотским ратовима. Кад је 1570. у Сен Жермену потписан мир, повољан за хугеноте, стекао је велики утицај на младог краља Шарла IX. Намјеравао је Француску увести у савез протестантских сила уперен против Шпаније и тако помоћи Холандску револуцију. Његов углед на двору је, међутим, побудио незадовољство краљеве мајке. Катарине де Медичи, највјероватније је наредила атентат на Колињија, а када он није успио одлучила је дефинитивно рашчистити с игенотима. У покољу Вартоломејске ноћи убијен је и Колињи, а његови списи су спаљени по жељи Катарине де Медичи.